# 爱西尼
爱西尼（英文：Iceni或Ecen，發音/aɪˈsiːnaɪ/ eye-SEEN-eye，近似「愛西奈」），是鐵器時代到早期羅馬時代時期，位於東不列颠尼亚的一个凯尔特部落古代部落。分布範圍包括今日的諾福克，以及薩福克與劍橋的部分地區，西邻科利埃尔塔维人，南接特里诺文特人和卡图维劳尼人。在羅馬時代，其首府为文塔伊森诺龙，位于今凯斯托圣埃德蒙。
雖然愛西尼人可能與當時居住在泰晤士河以北的塞尼馬尼人（Cenimagni）有關，尤利烏斯·凱撒在敘述公元前 55 年和前 54 年入侵不列顛時，並沒有提及愛西尼人。西元 43 年克勞狄斯征服不列顛期間，愛西尼人是不列顛東部的重要勢力，隨後他們與羅馬結盟。但羅馬對愛西尼的干涉越來越多，導致公元 47年發生反抗，但在國王普拉蘇塔古斯的統治下，名義上仍保持獨立，直到公元60 年左右國王去世。普拉蘇塔古斯死後，羅馬人入侵，導致他的妻子布狄卡在西元 60至61年發動了一場大規模反抗。布迪卡的起義嚴重危及羅馬在不列顛的統治，並導致倫丁尼姆和其他城市被燒毀。羅馬人最終鎮壓了叛亂，愛西尼人逐漸被納入羅馬行省。